# Herenthout
Herenthout (nederländskt uttal: [ˈɦeːrəntɦʌu̯t]) är en kommun i provinsen Antwerpen i regionen Flandern i Belgien. Kommunen har cirka 9 109 invånare (2020).